# Liljendal
Liljendal is een voormalige gemeente in de Finse provincie Zuid-Finland en in het landschap Itä-Uusimaa. De gemeente had een oppervlakte van 114 km² en telde 1462 inwoners in 2003. Begin 2010 werd Liljendal samen met Ruotsinpyhtää en Pernå bij Loviisa gevoegd, dat sinds 2011 in het landschap Uusimaa ligt.
Liljendal was een tweetalige gemeente met Zweeds als meerderheidstaal (± 80%) en Fins als minderheidstaal.
Askola · Espoo · Hanko · Helsinki · Hyvinkää · Ingå · Järvenpää · Karkkila · Kauniainen · Kerava · Kirkkonummi · Lapinjärvi · Lohja · Loviisa · Myrskylä · Mäntsälä · Nurmijärvi · Pornainen · Porvoo · Pukkila · Raseborg · Sipoo · Siuntio · Tuusula · Vantaa · Vihti
Voormalige gemeenten:
Bromarv · Degerby · Ekenäs · Ekenäs landskommun · Haaka · Huopalahti · Hyvinkään maalaiskunta · Karis · Karjalohja · Kulosaari · Liljendal · Lohjan kunta · Nummi · Nummi-Pusula · Oulunkylä · Pernå · Ruotsinpyhtää · Sammatti · Snappertuna · Tenala